# Almost true
Almost true è un programma televisivo ideato e condotto da Carlo Lucarelli, con la regia di Riccardo Struchil e il montaggio di Ronnie Zanni, andato in onda in sette puntate nel 2010 su Deejay TV. Le prime due puntate vennero riproposte da Rai 2 in seconda serata il giovedì, a partire dal 12 gennaio 2012; dal terzo episodio, in onda il 24 gennaio, il programma fu spostato al martedì mantenendo lo stesso orario.

## Sinossi
Lo scopo del programma di Carlo Lucarelli è una sorta di "auto-parodia" del suo stesso stile di conduzione del programma Blu notte - Misteri italiani, ma col nobile intento di ironizzare sulle leggende metropolitane che da sempre circolano sulle grandi star della musica. Ecco quindi servizi d'epoca (assolutamente falsi e creati alla bisogna con la complicità di attori italiani e critici musicali), su "Billy Barattolo", al secolo William Campbell, che rimpiazzò Paul McCartney alla sua morte avvenuta non per decapitazione a seguito di incidente stradale, ma per soffocamento, dopo aver tentato di prendere al volo un salatino in un pub inglese; Ann-Margret, agente del KGB, che assolda nientemeno che Elvis Presley per assassinare John Fitzgerald Kennedy e vendicare l'assassinio della collega del KGB Marilyn Monroe; ma anche l'anziana signora serial killer dei rapper; o Jim Morrison, che accetta la proposta della CIA di diventare Barry Manilow, anziché fare la fine dei suoi colleghi del club 27. Insomma, Lucarelli fa quello che anni prima aveva fatto Woody Allen nel film Zelig.

## Episodi
Nell'elenco che segue il titolo e la programmazione su Rai 2.
| Serie         | Puntata                          | Data              |
| ------------- | -------------------------------- | ----------------- |
| Prima serie   | Elvis Presley & JFK              | 12 gennaio 2012   |
| Prima serie   | Paul McCartney                   | 19 gennaio 2012   |
| Prima serie   | Jim Morrison & Barry Manilow     | 24 gennaio 2012   |
| Prima serie   | Bob Dylan                        | 31 gennaio 2012   |
| Prima serie   | Led Zeppelin                     | 7 febbraio 2012   |
| Prima serie   | Tupac Shakur & Co.               | 14 febbraio 2012  |
| Prima serie   | David Bowie                      | 21 febbraio 2012  |
| Seconda serie | Titanic                          | 27 agosto 2012    |
| Seconda serie | Frank Sinatra                    | 3 settembre 2012  |
| Seconda serie | La guerra fredda del dance floor | 10 settembre 2012 |
| Seconda serie | That's all Falkland              | 17 settembre 2012 |
| Seconda serie | Figli delle stelle               | 24 settembre 2012 |
| Seconda serie | Gioventù bruciata                | 1º ottobre 2012   |
| Seconda serie | Houdini e Conan Doyle            | 8 ottobre 2012    |
| Seconda serie | Little boy                       | 15 ottobre 2012   |